# ПАЗ-672
ПАЗ 672 (4х2) — міський автобус малого класу, випускався Павловським автобусним заводом в період з 1967 по 1989 роки.
Кузов автобуса — суцільнометалевий, тримальний, чотирьохдверний; дві двері для пасажирів, одна для водія та одна запасна.

## Модифікації
- ПАЗ 672С — північний, з теплоізоляцією кузова, подвійним склінням, додатковим опаленням і підігрівачем;
- ПАЗ 672Г — гірський, відрізняється наявністю електродинамічного гальма-сповільнювача, противідкатних пристроїв і ременів безпеки для водія і всіх пасажирів.

## Технічні характеристики
| Параметр                                                      | Параметр                                                    | Характеристика                                                                                           | Характеристика                                                                                           |
| ------------------------------------------------------------- | ----------------------------------------------------------- | --- | --- |
| Число місць                                                   | для сидіння                                                 | 23 | 23 |
| Число місць                                                   | загальне                                                    | 37 | 37 |
| Власна маса, кг                                               | на передню вісь                                             | 2037 | 4535 |
| Власна маса, кг                                               | на задню вісь                                               | 2498 | 4535 |
| Повна маса, кг                                                | на передню вісь                                             | 2538 | 7825 |
| Повна маса, кг                                                | на задню вісь                                               | 5287 | 7825 |
| Дорожні просвіти, мм                                          | під передньою віссю                                         | 320 | 320 |
| Дорожні просвіти, мм                                          | під задньою віссю                                           | 265 | 265 |
| Радіус повороту, м                                            | по осі сліду зовнішнього переднього колеса                  | 9 | 9 |
| Радіус повороту, м                                            | зовнішній габаритний                                        | 9,5 | 9,5 |
| Максимальна швидкість, км/год                                 | Максимальна швидкість, км/год                               | 80 | 80 |
| Гальмівний шлях зі швидкості 60 км/год, м                     | Гальмівний шлях зі швидкості 60 км/год, м                   | 36,7 | 36,7 |
| Контрольна витрата палива при швидкості 30 км/год, л/100 км   | Контрольна витрата палива при швидкості 30 км/год, л/100 км | 24 | 24 |
| Двигун                                                        | Двигун                                                      | ЗМЗ-672, карбюраторний, чотирьохтактний, восьмициліндровий                                               | ЗМЗ-672, карбюраторний, чотирьохтактний, восьмициліндровий                                               |
| Діаметр циліндра і хід поршня, мм                             | Діаметр циліндра і хід поршня, мм                           | 92 × 80                                                                                                  | 92 × 80                                                                                                  |
| Робочий об'єм, л                                              | Робочий об'єм, л                                            | 4,25 | 4,25 |
| Ступінь стиснення                                             | Ступінь стиснення                                           | 6,7 | 6,7 |
| Порядок роботи циліндрів                                      | Порядок роботи циліндрів                                    | 1-5-4-2-6-3-7-8                                                                                          | 1-5-4-2-6-3-7-8                                                                                          |
| Максимальна потужність, к. с.                                 | Максимальна потужність, к. с.                               | 115-при 3200 об/хв                                                                                       | 115-при 3200 об/хв                                                                                       |
| Максимальний крутний момент, кгс·м                            | Максимальний крутний момент, кгс·м                          | 29 при 2000–2500 об/хв                                                                                   | 29 при 2000–2500 об/хв                                                                                   |
| Карбюратор                                                    | Карбюратор                                                  | К-126Б                                                                                                   | К-126Б                                                                                                   |
| Електрообладнання                                             | Електрообладнання                                           | 12 В | 12 В |
| Акумуляторна батарея                                          | Акумуляторна батарея                                        | 6СТ-105                                                                                                  | 6СТ-105                                                                                                  |
| Переривник-розподільник                                       | Переривник-розподільник                                     | Р13-Д | Р13-Д |
| Котушка запалювання                                           | Котушка запалювання                                         | БП4-У | БП4-У |
| Свічки запалювання                                            | Свічки запалювання                                          | А11У | А11У |
| Генератор                                                     | Генератор                                                   | Г265 або Г266                                                                                            | Г265 або Г266                                                                                            |
| Реле-регулятор                                                | Реле-регулятор                                              | РР362 (тільки з генератором Г265)                                                                        | РР362 (тільки з генератором Г265)                                                                        |
| Стартер                                                       | Стартер                                                     | СТ230-А                                                                                                  | СТ230-А                                                                                                  |
| Зчеплення                                                     | Зчеплення                                                   | однодискове сухе з гідравлічним приводом                                                                 | однодискове сухе з гідравлічним приводом                                                                 |
| Коробка передач                                               | Коробка передач                                             | чотириступінчаста з синхронізаторами на III і IV передачах                                               | чотириступінчаста з синхронізаторами на III і IV передачах                                               |
| Головна передача                                              | Головна передача                                            | одинарна гипоїдная                                                                                       | одинарна гипоїдная                                                                                       |
| Передавальні числа                                            | коробки передач                                             | І — 6,55; II — 3,09; З. Х. — 7,77                                                                        | І — 6,55; II — 3,09; З. Х. — 7,77                                                                        |
| Передавальні числа                                            | головної передачі                                           | 6,83 | 6,83 |
| Рульовий механізм                                             | Рульовий механізм                                           | лобоїдальний черв'як з трьохгребневим роликом, передавальне число 20,5                                   | лобоїдальний черв'як з трьохгребневим роликом, передавальне число 20,5                                   |
| Підвіска                                                      | передня                                                     | на двох поздовжніх напівеліптичних ресорах, амортизатори гідравлічні телескопічні                        | на двох поздовжніх напівеліптичних ресорах, амортизатори гідравлічні телескопічні                        |
| Підвіска                                                      | задня                                                       | на двох поздовжніх напівеліптичних ресорах, амортизатори гідравлічні телескопічні з додатковими ресорами | на двох поздовжніх напівеліптичних ресорах, амортизатори гідравлічні телескопічні з додатковими ресорами |
| Гальма                                                        | робочі                                                      | барабанні на всі колеса з роздільним гідравлічним приводом і гідровакуумним підсилювачем                 | барабанні на всі колеса з роздільним гідравлічним приводом і гідровакуумним підсилювачем                 |
| Гальма                                                        | стоянникові                                                 | барабанні на трансмісії з механічним приводом                                                            | барабанні на трансмісії з механічним приводом                                                            |
| Кількість коліс                                               | Кількість коліс                                             | 6+1 | 6+1 |
| Розмір шин                                                    | Розмір шин                                                  | 8,25 — 20                                                                                                | 8,25 — 20                                                                                                |
| Тиск повітря у шинах, кгс/см²                                 | передніх                                                    | 4,3 | 4,3 |
| Тиск повітря у шинах, кгс/см²                                 | задніх                                                      | 4,3 | 4,3 |
| Рульовий механізм                                             | Рульовий механізм                                           | глобоїдальний черв'як з трьохгребневим роликом, передаточне число 20,5                                   | глобоїдальний черв'як з трьохгребневим роликом, передаточне число 20,5                                   |
| Підвіска                                                      | передня                                                     | на двох поздовжніх напівеліптичних ресорах, амортизатори гідравлічні телескопічні                        | на двох поздовжніх напівеліптичних ресорах, амортизатори гідравлічні телескопічні                        |
| Підвіска                                                      | задня                                                       | на двох поздовжніх напівеліптичних ресорах, амортизатори гідравлічні телескопічні з додатковими ресорами | на двох поздовжніх напівеліптичних ресорах, амортизатори гідравлічні телескопічні з додатковими ресорами |
| Гальма                                                        | робочі                                                      | барабанні на всі колеса з роздільним гідравлічним приводом та гідровакуумним підсилювачем                | барабанні на всі колеса з роздільним гідравлічним приводом та гідровакуумним підсилювачем                |
| Гальма                                                        | стоянникові                                                 | барабанні на трансмісії з механічним приводом                                                            | барабанні на трансмісії з механічним приводом                                                            |
| Кількість коліс                                               | Кількість коліс                                             | 6+1 | 6+1 |
| Розмір шин                                                    | Розмір шин                                                  | 8,25 — 20                                                                                                | 8,25 — 20                                                                                                |
| Тиск повітря у шинах, кгс/см²                                 | передніх                                                    | 4,3 | 4,3 |
| Тиск повітря у шинах, кгс/см²                                 | задніх                                                      | 4,3 | 4,3 |
| Заправні об'єми, л, та рекомендовані експлуатаційні матеріали | паливний бак                                                | 105 — бензин А-76                                                                                        | 105 — бензин А-76                                                                                        |
| Заправні об'єми, л, та рекомендовані експлуатаційні матеріали | система охолодження двигуна                                 | 22 — вода або антифриз                                                                                   | 22 — вода або антифриз                                                                                   |
| Заправні об'єми, л, та рекомендовані експлуатаційні матеріали | система змащення двигуна                                    | 8 — всесезонне мастило АС-8 (МВБ), влітку — АС-10                                                        | 8 — всесезонне мастило АС-8 (МВБ), влітку — АС-10                                                        |
| Заправні об'єми, л, та рекомендовані експлуатаційні матеріали | повітряний фільтр                                           | 0,55 — мастило для двигуна                                                                               | 0,55 — мастило для двигуна                                                                               |
| Заправні об'єми, л, та рекомендовані експлуатаційні матеріали | система гідропідсилювача рульового управління               | 2 — мастило марки Р                                                                                      | 2 — мастило марки Р                                                                                      |
| Заправні об'єми, л, та рекомендовані експлуатаційні матеріали | картер рульового механізму                                  | 0,5 | всесезонне мастило ТАп-15В, взимку — ТСп-14                                                              |
| Заправні об'єми, л, та рекомендовані експлуатаційні матеріали | картер коробки передач                                      | 3 | всесезонне мастило ТАп-15В, взимку — ТСп-14                                                              |
| Заправні об'єми, л, та рекомендовані експлуатаційні матеріали | картер заднього моста                                       | 8,2 — мастило ТС-14, 5 з присадкою ХЛОРЭФ-40                                                             | 8,2 — мастило ТС-14, 5 з присадкою ХЛОРЭФ-40                                                             |
| Заправні об'єми, л, та рекомендовані експлуатаційні матеріали | гідравлічна система гальм і зчеплення                       | 1,02 — гальмівна рідина БСК                                                                              | 1,02 — гальмівна рідина БСК                                                                              |
| Заправні об'єми, л, та рекомендовані експлуатаційні матеріали | амартизатори                                                | 4 по 0,4 — мастило веретенне АУ                                                                          | 4 по 0,4 — мастило веретенне АУ                                                                          |
| Заправні об'єми, л, та рекомендовані експлуатаційні матеріали | бачок омивача вітрового скла                                | 1,0 — рідина НИИСС-4 в суміші з водою                                                                    | 1,0 — рідина НИИСС-4 в суміші з водою                                                                    |
| Маса агрегатів, кг                                            | двигун з обладнанням та зчепленням                          | 254 | 254 |
| Маса агрегатів, кг                                            | коробка передач                                             | 56 | 56 |
| Маса агрегатів, кг                                            | карданний вал                                               | 26 | 26 |
| Маса агрегатів, кг                                            | передній міст                                               | 196 | 196 |
| Маса агрегатів, кг                                            | задній міст                                                 | 270 | 270 |
| Маса агрегатів, кг                                            | кузов                                                       | 2317 | 2317 |
| Маса агрегатів, кг                                            | колесо в зборі з шиною                                      | 86 | 86 |
| Маса агрегатів, кг                                            | радіатор                                                    | 18,2 | 18,2 |